# Augustin Souchy
Augustin Souchy, né le 28 août 1892 à Ratibor et mort le 1er janvier 1984 à Munich) est un militant anarchiste, anarcho-syndicaliste et antimilitariste. Il fut une des figures marquantes du mouvement libertaire allemand et international.

## Vie et œuvre

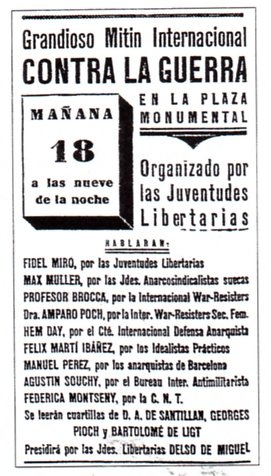
Affiche pour une réunion publique contre la guerre le 18 juillet 1936 à Barcelone avec Souchy, notamment, comme orateur.

Augustin Souchy s'est qualifié lui-même « d'étudiant de la révolution », ayant vécu de près les révolutions russe, allemande, espagnole, cubaine et portugaise, ainsi que d'autres expériences collectivistes (notamment en Israël). Il y prit part et les a décrites.

## Citation
« Mon engagement libertaire a pour but constant de remplacer la violence institutionnalisée par l'édification d'une société sans Autorité ».

## Œuvres
- Schreckensherrschaft in Amerika. Unter hauptsächlicher Benutzung von John Anderssons "Wallstreets blodiga välde".
- "Sacco und Vanzetti. (Zum 50. Todestag)".
- Nacht über Spanien. Anarcho-Syndikalisten in Revolution und Bürgerkrieg 1936–39. Ein Tatsachenbericht.
- (Avec Erich Gerlach):"Die soziale Revolution in Spanien. Kollektivierung der Industrie und Landwirtschaft in Spanien 1936-1939. Dokumente und Selbstdarstellungen der Arbeiter und Bauern".
- (Avec Clara Thalmann): "Die lange Hoffnung. Erinnerungen an ein anderes Spanien", 1985.  (ISBN 3-922209-54-8).
- Zwischen Generälen, Campesinos und Revolutionären.
- Reise nach Russland 1920. Mit einem aktuellen Vorwort "59 Jahre danach" und einem Gespräch hrsg. von A. W. Mytze.
- Reisen durch die Kibbuzim.
- Erich Mühsam - sein Leben, sein Werk, sein Martyrium.

### En français
- Il contribue à l'Encyclopédie anarchiste, initiée par Sébastien Faure, publiée en quatre volumes, entre 1925 et 1934[4] : article Association internationale des travailleurs, lire en ligne.
- Attention anarchiste : une vie pour la liberté - Augustin Souchy, Éditions du Monde libertaire, 2006,  (ISBN 2-903013-98-5), notice.
- Collectivisations : l’œuvre constructive de la révolution espagnole, 1936-1939, préf. Augustin Souchy, Toulouse, Le Coquelicot, 2011, notice.
- Témoignage sur la révolution cubaine, in Frank Fernandez, L'anarchisme à Cuba, Éditions CNT-RP, 2004, lire en ligne.